# Le Passage (album)
Pour les articles homonymes, voir Le Passage.
Albums de Jenifer
Jenifer
(2002) Jenifer fait son live
(2005)
Singles
1. Ma révolution
Sortie : 2 juin 2004
2. Le Souvenir de ce jour
Sortie : 28 septembre 2004
3. C'est de l'or
Sortie : 15 février 2005
4. Serre-moi
Sortie : 29 août 2005

Le Passage est le deuxième album studio de la chanteuse française Jenifer. Il sort le 24 mai 2004 et se hisse à la 2e place du Top Albums. 
Quatre singles seront extraits de cet album : Ma révolution, Le souvenir de ce jour (écrit par le groupe Kyo), C'est de l'or (composé par Calogero) et Serre-moi.
Écoulé à 600 000 exemplaires, l'album est certifié disque de platine en France et permet à la chanteuse d'être désignée Meilleure Artiste Française lors des MTV Europe Music Awards le 18 novembre 2004.
La promotion de l'album tourne beaucoup autour des noms qui ont écrit des textes pour cet album et notamment la participation de l'écrivain Marc Lévy. Mais finalement, le titre que celui-ci lui a écrit, Pour toi, ne sortira pas en single.

## Liste des pistes

### Édition super audio cd + édition CD + édition slidepack
| No  | Titre                  | Paroles                          | Musique                                                      | Producteur(s)                        | Durée |
| --- | ---------------------- | -------------------------------- | ------------------------------------------------------------ | ------------------------------------ | ----- |
| 1.  | Ma révolution          | Andreas Karlegård                | Martin Karlegård                                             | Andreas Karlegård, Martin Karlegård  | 3:33  |
| 2.  | Le Souvenir de ce jour | Benoît Poher                     | Nicolas Chassagne, Fabien Dubos, Florian Dubos, Benoît Poher | A. Karlegård, M. Karlegård           | 3:16  |
| 3.  | C'est de l'or          | Élodie Hesme                     | Calogero, Gioacchino Maurici                                 | Calogero, Olivier Marly              | 4:17  |
| 4.  | Ose                    | Patrice Guirao                   | Maxim Nucci                                                  | Maxim Nucci                          | 3:52  |
| 5.  | Pour toi               | Tina Arena                       | Rémi Lacroix, Jérémie Mathot                                 | A. Karlegård, M. Karlegård           | 3:40  |
| 6.  | J'en ai assez          | A. Karlegård                     | M. Karlegård                                                 | A. Karlegård, M. Karlegård           | 3:14  |
| 7.  | Comme un yo-yo         | Colin Campsie                    | Phil Thornalley                                              | A. Karlegård, M. Karlegård           | 3:47  |
| 8.  | Le Passage             | Tristan Leroy                    | Arnaud Affolter                                              | M. Nucci, Big Smith                  | 3:34  |
| 9.  | Celle que tu vois      | Jean-Marc Bernad                 | Pascal Lafa                                                  | A. Karlegård, M. Karlegård           | 4:19  |
| 10. | Serre-moi              | T. Leroy                         | Sébastien Chouard, M. Nucci                                  | M. Nucci                             | 3:37  |
| 11. | Chou boup              | Jenifer Bartoli, Julien Cisinski | Jenifer Bartoli, M. Nucci                                    | A. Karlegård, M. Karlegård, M. Nucci | 3:30  |
| 12. | De vous à moi          | Ondine Gaspar                    | M. Nucci                                                     | M. Nucci                             | 3:03  |

### Edition digibook
- DVD inclus 6 clip + le making of de l'album−

1. j'attends l'amour
2. Au soleil
3. Des mots qui résonnent
4. Donne moi le temps
5. Ma révolution
6. Le souvenir de ce jour
7. Le making of de l'album

## Crédits
- Idriss El Mehdi Benani - claviers (C'est de l'or)
- Calogero - basse (C'est de l'or)
- Xavier Caux - programmation (Le Passage)
- Christophe Dubois - batterie et percussion (C'est de l'or)
- Peter Ebrelius - alto
- Tomas Ebrelius - violon
- Simon Hale - direction des cordes
- Andreas Karlegård - basse et claviers
- Martin Karlegård - guitare
- Abraham Laboriel Jr. - batterie
- Christoffer Lundquist - direction des cordes
- Olivier Marly - guitare (C'est de l'or)
- Jost Nickel - batterie (Le Passage)
- Yodelice - claviers, guitare et programmation
- Anna Nygrén - piano
- Mikko Paavola - guitares additionnelles
- Charlotta Weber Sjöholm - violoncelle
- Big Smith - basse (Le Passage)
- Frank Tontoh - batterie (Serre-moi et De vous à moi)
- Laurent Vernerey - basse

## Classement des ventes
| Pays              | Meilleure position | Certification |
| ----------------- | ------------------ | ------------- |
| France            | 2                  | Platine       |
| Belgique Wallonie | 3                  |               |
| Suisse            | 16                 |               |